# Polia lativittata
Polia lativittata là một loài bướm đêm trong họ Noctuidae.